# Flavius Scheuermann
Pater Flavius Scheuermann OFM (* 1744 in Luhe im Regenkreise; † 28. November 1828 in Ingolstadt) war ein deutscher Franziskanerpater, der als Organist und Komponist bekannt wurde.
Scheuermann trat 1762 in die bayerische Provinz des Franziskanerordens ein; zuletzt lebte er im Zentralkloster in Kaisheim. Er galt zu seiner Zeit als sehr guter Organist und komponierte für seinen Orden mehrere Messen und Litaneien, die sich nach dem Urteil von Zeitgenossen „durch Würde des Kirchenstils und angenehme Melodien auszeichnen und die überall in den Klöstern dieses Ordens mit allem Beifalle aufgeführt wurden“.